# 氮紅
氮紅或偶氮玉紅（Azorubine），是一種偶氮染料，通過化學合成作為二鈉鹽產生。在其乾燥狀態下，呈現紅色至栗色。其主要用於主要用於發酵後進行熱處理的食品中。E編碼爲E122。

## 應用
氮紅在美國於1939年被給予編碼FD&C Red 40，用於外用藥物和化妝品。由於沒有任何一方有興趣就其進行安全研究，它在1963年從名單上除名。其在美國從未用於食品中。
在歐盟，氮紅被稱為E編碼中的E122，並批准用於特定食品和飲品，如、水果乾和一些酒精飲料中，並且允許在藥物中用作賦形劑:4:16。
國際食品法典委員會沒有作出關於氮紅的規定。

## 安全性
沒有證據表示氮紅具致突變性或致癌性。1983年世衛訂立了其0-4 mg/kg的一日可接受攝取量（ADI）:19。
沒有證據支持食物色素導致食物不耐症和兒童的行為:452。某些食用色素可能會成為遺傳預先傾向性者的觸發因素，但有關理據薄弱。
中華民國則將氮紅訂定為第四類毒化物，不可以用於食品添加。